# Colt Brennan
Colton James Brennan (Laguna Beach, 16 agosto 1983 – Newport Beach, 11 maggio 2021) è stato un giocatore di football americano statunitense che ha militato nel ruolo di quarterback.

## Carriera universitaria
Brennan al college giocò a football a Colorado (2002-2003), al Saddleback College (2004) e ad Hawaii (2005-2007). Con questi ultimi fu inserito per due volte nella terza formazione All-American, guidò per due volte la nazione in yard passate e vinse il Sammy Baugh Trophy come miglior passatore nel college football nel 2006. Quell'anno si classificò sesto nelle votazioni dell'Heisman Trophy mentre fu terzo nel 2007. Il suo numero 15 è uno dei due soli numeri ritirati nella storia dell'istituto.

## Carriera professionistica
Scelto nel corso del sesto giro (186º assoluto) del Draft NFL 2008 dai Washington Redskins, Brennan prima dell'inizio della stagione regolare subì un grave infortunio che lo costrinse a subire un'operazione e a saltare l'intera stagione e anche la successiva. Il 2 agosto 2010 fu svincolato, firmando cinque giorni dopo con gli Oakland Raiders. Il 4 settembre 2010 fu svincolato nuovamente.

## Palmarès
- Numero 15 ritirato dagli Hawaii Rainbow Warriors